# Gornja Aba
Koordinati:   43°53′27″N, 15°14′00″E
Gornja Aba je nenaseljen otoček v Kornatih. Otoček leži okoli 0,7 km vzhodno od Katine in okoli 2 km severozahodno od  Glavoča. Površina otočka meri 0,225 km², njegova obala je dolga 2,04 km. Najvišji vrh je visok 75 mnm.